# Італійська війна (1521—1526)
Італійська війна 1521—1526 років, іноді також називається Чотирирічною війною (оскільки у 1526 році вже тривали тільки перемовини) — одна з Італійських війн XVI століття. Причинами війни послужили ворожість між французьким королем Франциском I та іспанським королем Карлом V, що виникла після обрання Карла V імператором Священної Римської імперії, а також потреба папи Льва X в союзі з Карлом V заради боротьби із впливом Мартіна Лютера.

## Передумови
У 1518 році мир, що було встановлено у Західній Європі після битви під Мариньяно, захитався. Причиною розладу між провідними державами стало питання про нового імператора Священної Римської імперії. Імператор Максиміліан I хотів, щоб його трон успадкував Габсбург, й тому почав кампанію на підтримку іспанського короля Карла, в той час як французький король Франциск запропонував як альтернативного кандидата себе. В той же час папству та Імперії довелось мати справу із зростанням впливу Мартіна Лютера, якого стали підтримувати багато імперських дворян, а Франциску — з англійським кардиналом Томасом Волсі, який намагався посилити вплив Англії (і себе самого) у справах континенту, пропонуючи свої послуги як посередника під час перемовин між ворожими сторонами.

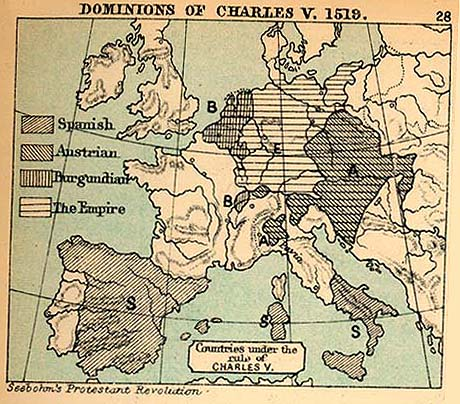
Володіння Карла V у 1519 році

Смерть Максиміліана у 1519 році зробила питання вибору нового імператора наріжним каменем європейської політики. Папа Лев X, якому не подобалась присутність іспанських солдат у Неаполітанському королівстві у декількох сотнях кілометрів від Риму, підтримував французьку кандидатуру. Князі-виборці (за винятком Фрідріха Саксонського) пообіцяли свою підтримку обом кандидатам (а точніше — тому з них, хто більше заплатить). Ще до своєї смерті Максиміліан пообіцяв по 500 тисяч флоринів тим курфюрстам, що проголосують за Карла. Франциск запропонував по 3 мільйони, але Карл перебив його пропозицію, позичивши величезну суму у Фуггерів. Однак підсумок голосування визначився не безпрецедентними хабарями (що включали до себе і папську обіцянку зробити архієпископа майнцького своїм постійним легатом). Загальна непопулярність ідеї обрання імператором француза змусила курфюрстів витримати паузу, і коли Карл привів свою армію на поле поблизу Франкфурта, де проходили вибори, курфюрсти одразу ж проголосували за нього. Коли 23 жовтня 1520 року Карл V був коронований імператором, то під його владою опинились Іспанія, Священна Римська імперія та Бургундські Нідерланди.
Кардинал Волсі, сподіваючись посилити вплив Генріха VIII на справи континенту, запропонував Англію як посередника для розв'язання суперечок між Франциском і Карлом. У 1520 році Генріх і Франциск зустрілись на полі золотої парчі, а одразу після цього Волсі зустрівся з Карлом в Кале. Конференція, яка мала вирішити всі проблеми, засідала в Кале до квітня 1522 року, але без особливих результатів.
В грудні 1520 року Франциск почав підготовку до війни. Оскільки Генріх висловив явні наміри виступити проти того, хто порушить мир на континенті, то французи вирішили замість оголошення війни зробити ставку на підтримку дисидентів, які мали вторгнутись на іспанську та імперську території. Одну атаку — вздовж Мааса — очолив Роберт III де Ла Марк, а іншу — до Наварри — формально очолив Генріх II Наваррський, у якого Фернандо II Арагонський у 1512 році відібрав родинні володіння (однак, фактично армією командував Леспар — брат Оде де Фуа). Обидві атаки були профінансовані французами, але на офіційному рівні Франція все заперечувала. Однак зусилля французів були марними: Генріх Нассауський відбив вторгнення вздовж Мааса, а Леспарру хоч і вдалось взяти Памплону, та 30 червня 1521 року він був розбитий при Есквірозі й вибитий з Наварри.
Тим часом Карл був зайнятий справами, пов'язаними з Мартіном Лютером. 25 травня 1521 року, наприкінці роботи Вормського рейхстагу, Карл під тиском папського нунція Джироламо Алеандера видав Вормський едикт, що оголошував Мартіна Лютера єретиком. Одночасно Карл пообіцяв папі повернути родині Медічі Парму і П'яченцу, а Мілан — родині Сфорца. Потребуючи імператорської підтримки проти єресі, Лев X пообіцяв свою підтримку у вигнанні французів з Ломбардії. В результаті у Франції лишився в Італії єдиний союзник — Венеційська республіка.

## Перші ходи

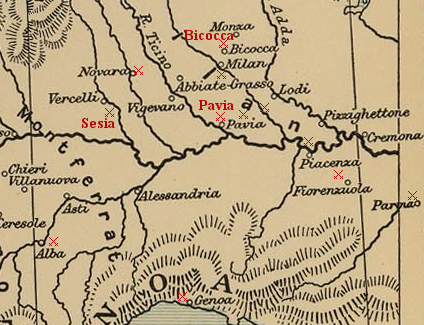
Битви в Ломбардії

В червні імперські війська під командуванням Генріха Нассауського вторглись до північної Франції, пограбували міста Андре і Музон, та взяли в облогу Турне. Однак вперта оборона Мезьєра, якою командували Баярд і Монморансі, дала Франції час зібрати армію. 22 жовтня 1521 року Франциск зустрів головну імперську армію, якою командував особисто Карл V, поблизу Валансьєнна. Він не наважився негайно атакувати, як те йому радив Карл III де Бурбон, й це дало Карлу V час для відступу. Коли французи, нарешті, були готові піти вперед, тривалі дощі, що розпочались, ускладнили переслідування, й імперська армія змогла піти без бою. Невдовзі після цього французькі війська, якими командували Гуфф'є та Клод де Гіз, взяли в облогу Фуентеррабіа — ключове місто в гирлі річки Бідасоа на франко-іспанському кордоні — а наступна серія маневрів надала французам важливий плацдарм у північній Іспанії, який вони утримували упродовж двох наступних років.
В листопаді становище Франції значно погіршилось: 28 листопада Карл, Генріх і римський папа підписали угоду про союз, спрямований проти Франції. Французький губернатор Мілана Оде де Фуа був вимушений протистояти папським та імперським військам, однак наприкінці листопада під натиском армії Просперо Колонни був змушений залишити Мілан та відступити до кільця міст на річці Адда. Тут він отримав як підкріплення швейцарських найманців, однак через те, що у нього на той час не було грошей для їх оплати, він був змушений послухатись найманців й атакувати імперську армію негайно. 27 квітня 1522 року відбулась битва під Бікокком, в якій французи зазнали страшної поразки. Придушені морально, швейцарці повернулись до своїх кантонів, а Оде де Фуа, залишившись практично без військ, був змушений покинути Ломбардію та відступити до Франції. Колонна і Фернандо д’Авалос, втративши супротивника, перейшли до облоги Генуї, й 30 травня захопили місто.

## Францію загнано в кут
Поразка, якої зазнав де Фуа, підштовхнула Англію до вступу у війну. В травні 1522 року англійський посол передав Франциску ультиматум, в якому перелічувались звинувачення, що висувались Англією Франції (зокрема, підтримка Джона Стюарта в Шотландії) — всі вони були Франциском заперечені. 16 червня 1522 року Генріх VIII і Карл V уклали Віндзорську угоду, відповідно до якої кожна із сторін зобов'язувалась виставити по 40 тисяч солдат для вторгнення до Франції. Карл погодився компенсувати Англії борги, які Франція відмовиться виплачувати через вступ Англії до війни. Щоб скріпити союз, Карл погодився одружитись з єдиною дочкою Генріха — Марією. В липні англійці атакували Бретань і Пікардію з Кале. У Франциска не вистачало коштів на організацію гідного опору, й англійська армія пограбувала ці території.

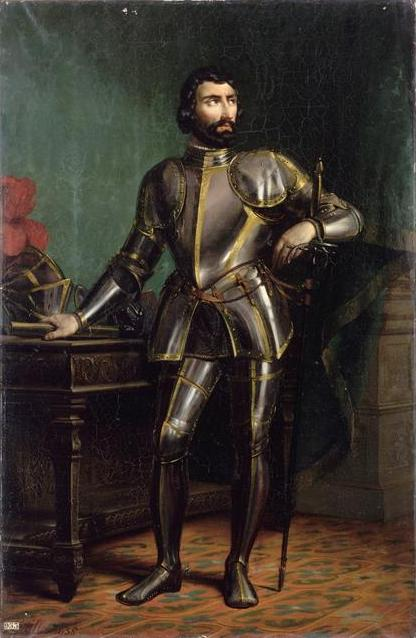
Карл III де Бурбон

Для пошуку грошей Франциск випробував різні способи, але основним зробив судову тяжбу з Карлом де Бурбоном. Герцог Бурбонський більшість своїх земель отримав завдяки шлюбу із Сюзанною де Бурбон, яка померла незадовго до початку війни. Луїза Савойська — сестра Сюзанни й мати короля — наполягала, що ці землі тепер мають перейти до неї, як до найближчої кровної родички покійної. Франциск вирішив, що захоплення спірних земель зміцнить його фінансове становище в мірі достатній для продовження війни, й почав конфісковувати їх частинами від імені Луїзи. Розгніваний цим, Бурбон, що потрапляв до все більшої ізоляції при дворі, почав шукати союзу з Карлом V проти короля Франції.
У 1523 році обставини склались для Франції найгіршим чином. Після смерті Антоніо Грімані новим дожем Венеції став Андреа Грітті, ветеран війни Камбрейської ліги. Він скоро почав перемовини з імператором, й 29 липня підписав Вормський договір, відповідно до якого Венеційська республіка вийшла з війни. Бурбон продовжував свої таємні перемовини з Карлом, пропонуючи почати повстання проти Франції в обмін на гроші та німецькі війська. Коли Франциск, що остерігався змови, в жовтні викликав його до Ліону, той вдав себе хворим й утік до імперського міста Безансон. Розгніваний Франциск наказав стратити всіх союзників Бурбона, яких зміг схопити, однак сам герцог де Бурбон, відмовившись від останньої пропозиції щодо примирення, відкрито вступив на службу до імператора.
Після цього Карл вторгся до південної Франції через Піренеї. Де Фуа успішно захистив від іспанців Байонну, однак в лютому 1524 року Карл зумів відбити Фуентеррабію. Тим часом 18 вересня 1523 року з Кале на з'єднання з фламандсько-імперськими військами вирушила величезна англійська армія під командуванням герцога Саффолка. Французи, всі сили яких були зосереджені на відбитті атак імперців, не могли йому нічого протиставити, і Саффолк невдовзі перетнув Сомму, грабуючи все на своєму шляху й зупинившись лише в кількох десятках кілометрів від Парижа. Однак Карл не зміг підтримати англійський наступ, і Саффолк, не бажаючи штурмувати столицю Франції сам, 30 жовтня повернув від Парижа назад, вернувшись до Кале в середині грудня.
Тепер Франциск переключився на Ломбардію. В жовтні 1523 року 18-тисячна французька армія під командуванням Гійома Гуфф'є де Боніве рушила через П’ємонт до Новари, де з'єдналась із військом швейцарських найманців приблизно такого ж розміру. Просперо Колонна, у якого було всього 9 тисяч чоловік, відступив до Мілана. Однак Гуфф'є де Боніве переоцінив розмір імперської армії, і замість атаки міста розташувався на зимові квартири. До 28 грудня, коли померлого Колонну замінив на його посту Шарль де Ланнуа, імперці зуміли зібрати ще 15 тисяч ландскнехтів й велике військо під командуванням де Бурбона, а багато швейцарців покинули французьку армію, й Гуфф'є де Боніве почав відступати. Поразка французів у битві на річці Сезія, де загинув Баярд, що командував ар'єргардом, продемонструвала перевагу груп аркебузерів над традиційними військами; французька армія в безладі відступила через Альпи.
Фернандо д’Авалос і Карл III де Бурбон, маючи під командуванням близько 11 тисяч чоловік, перетнули Альпи й на початку липня вторглись до Провансу. Пройшовши без опору через більшість дрібних населених пунктів, Бурбон 9 серпня увійшов до столиці провінції — міста Екс-ан-Прованс — й проголосив себе «графом Прованським», визнавши ленну залежність від Генріха VIII в обмін на підтримку останнім боротьби проти Франциска. В середині серпня де Бурбон і д'Авалос взяли в облогу Марсель — останню фортецю Провансу, що лишалась у французьких руках. Однак атака на місто провалилась, й коли наприкінці вересня до Авіньйону прибула французька армія, яку вів особисто Франциск I — їм довелось відступити до Італії.

## Битва при Павії
Докладніше: Битва при Павії

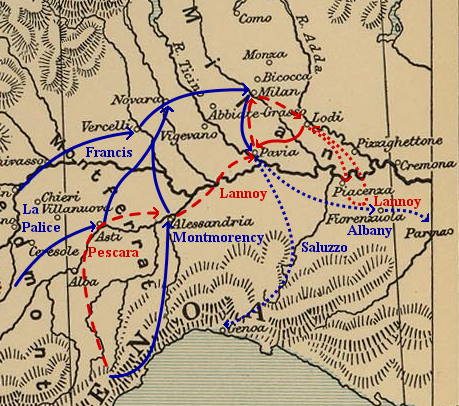
Кампанія 1524—1525 в Ломбардії (дії французів позначено синім, їхніх супротивників — червоним)

В середині жовтня 1524 року французька 40-тисячна армія, якою особисто командував Франциск I, перейшла через Альпи й рушила до Мілану. Де Бурбон і д'Авалос, чиї війська ще не прийшли до тями після кампанії в Провансі, не могли чинити серйозний опір, але й французькій армії, що рухалась кількома колонами, не вдалось нав'язати битви основній масі імперських військ. 26 жовтня Шарль де Ланнуа, у якого було 16 тисяч чоловік, дізнавшись, що до Мілану наближається 33-тисячна французька армія, вирішив, що не зможе утримати місто, та відступив до Лоді. Вступивши до Мілану й призначивши Луї де ла Тремуйля губернатором, Франциск (під впливом Гуфф'є де Боніве та всупереч порадам інших старших командирів, що надавали перевагу енергійнішому переслідуванню де Ланноя) вирушив до Павії, де залишився Антоніо де Лейва з імперським гарнізоном досить великого розміру.
Основна маса французьких військ прибула до Павії наприкінці жовтня. 2 листопада Анн де Монморансі перейшов річку Тічино та блокував місто з півдня, завершивши оточення. Всередині міських стін знаходилось 9 тисяч солдат — в основному найманці, яким де Лейва міг платити лише за рахунок переплавки церковного приладдя. В результаті артилерійського бомбардування тим, хто тримав місто в облозі, вдалось до середини листопада зробити кілька проломів у міських стінах. 21 листопада французи спробували увірватись до міста через два з них, але їх було відбито з великими втратами. Настала дощова погода, у французів став закінчуватись порох, й вони вирішили почекати, поки городяни не почнуть помирати з голоду.
На початку грудня іспанські війська під командуванням Уго де Монкада висадились поблизу Генуї, маючи на меті втрутитись в боротьбу між профранцузькою та прогабсбурзькою фракціями в місті. Для їх перехоплення Франциск виділив крупні сили під командуванням маркграфа Салуццо Мікеле Антоніо. Зіткнувшись з переважаючими французькими силами, та залишившись без підтримки з моря через прибуття генуезького флоту під командуванням профранцузьки налаштованого адмірала Андреа Доріа, іспанці здались. Після цього Франциск підписав таємну угоду з папою Климентом VII, який пообіцяв не допомагати Карлу в обмін на допомогу Франциска в завоюванні Неаполя. Незважаючи на протести високопоставлених командувачів, Франциск відрядив частину своїх сил під командуванням Джона Стюарта на південь на допомогу папі. Ланнуа спробував перехопити експедицію поблизу Фйоренцуоли, але зазнав важких втрат, й був змушений повернутись до Лоді через втручання тоді ще маловідомих «чорних загонів» Джованні де Медичі, які щойно прийшли на французьку службу. Медичі повернувся до Павії з конвоєм з порохом і кулями, відправленим герцогом Феррари, однак становище французів одночасно стало слабшим через відхід майже 5 тисяч граубюнденських швейцарців, що повернулись на захист своїх кантонів, які розкрадались ландскнехтами-мародерами.
В січні 1525 року Ланнуа отримав підкріплення — 15 тисяч свіжих ландскнехтів під командуванням Георга фон Фрундсберга — і перейшов у наступ. Д'Авалос захопив французький опорний пункт в Сан-Анджело, перерізавши комунікації між Міланом та Павією, а окрема колонна ландскнехтів підійшла до Белджойозо та зайняла місто. 2 лютого Ланной був уже лише за декілька кілометрів від Павії. Франциск розмістив основну масу своїх військ в обнесеному стіною парку в Мірабеллі, за межами міських стін, розділивши тим самим гарнізон Павії та армію, що наближалась. Гарнізон Павії протягом лютого здійснював вилазки, в одній з яких було поранено Джованні де Медичі, змушеного вирушити на лікування до П'яченци. Щоб компенсувати відхід «чорних загонів», Франциску довелось забрати Мілана майже весь гарнізон, але в цілому ці сутички серйозно не вплинули на загальний стан справ. 21 лютого імперські командувачі, у яких закінчувались припаси та які помилково вважали, що французи переважають їх чисельно, вирішили атакувати Мірабелло, щоб «зберегти обличчя» й деморалізувати французів настільки, щоб забезпечити собі безпечний відхід.
Рано вранці 24 лютого 1525 року іспанські інженери проробили отвори в стіні Мірабелло, що дозволило військам Ланнуа увірватись до парку. Одночасно Лейва вивів з Павії те, що залишилось від гарнізону. У наступній чотиригодинній битві французька важка кавалерія, що так добре проявила себе проти швейцарців за 10 років до цього в битві при Маріньяно, через швидке просування перекрила лінію вогню власної артилерії, й була знищена німецькими ландскнехтами та іспанськими аркебузерами. Тим часом піхотні сутички змусили швейцарську та французьку піхоту змішатись. Французи зазнали важких втрат, втративши більшу частину своєї армії. Гуфф'є де Боніве, Жак II де Шабанн, Луї II де Ла Тремуйль та Річард де ла Поль загинули в бою, а Анн де Монморансі, Роберт III де Ла Марк і сам Франциск I разом з великою кількістю менш знатних людей потрапили у полон. Невдовзі Франциску довелось довідатись, що Джон Стюарт втратив велику частину своєї армії від злиднів та дезертирства, й повернувся до Франції навіть не досягнувши Неаполя. Розрізнені рештки французьких військ (за винятком невеликого гарнізону, що залишився в міланському Кастелло Сфорцеско) під номінальним командуванням Карла IV д'Алансона відступили через Альпи й до березня досягли Ліона.

## Мадрид
Після битви при Павії доля французького короля і самої Франції стала об'єктом хитрих дипломатичних маневрів. Карл V, якому не вистачало коштів на продовження війни, вирішив забути про свою обіцянку вступити в шлюб з представницею дому Тюдорів, дану Генріху VIII, і став замість цього добиватись руки Ізабелли Португальської, у якої було багатше придане. Тим часом герцог де Бурбон підмовляв Генріха вторгнутись до Франції та розділити її на пару, а д'Авалоса підбивав захопити Неаполь й проголосити себе королем Італії.
Луїза Савойська, що лишилась регентом Франції на час відсутності сина, спробувала зібрати війська і гроші для підготовки до очікуваного вторгнення англійських військ в Артуа. Одночасно вона відправила перше французьке посольство до турецького султана Сулеймана Пишного, прохаючи про сприяння, однак посольство загинуло в Боснії. В грудні 1525 року було відправлено друге посольство, яке досягло Стамбула з секретними листами, в яких були прохання про допомогу в звільненні короля Франциска та пропозиція атакувати Габсбургів. 6 лютого 1526 року посольство повернулось із відповіддю від Сулеймана, заклавши основи франко-турецького альянсу. Сулейман написав листа Карлу V, вимагаючи звільнення Франциска, а також виплати Священною Римською імперією щорічної данини, а коли цього не сталось — влітку 1526 року турки вторглись до Угорщини.
Де Ланнуа і д'Авалос хотіли відправити Франциска до неаполітанського Кастель Нуово, але сам Франциск вважав, що зуміє домогтись свого звільнення, якщо особисто зустрінеться з Карлом V, і став вимагати, щоб його відправили до Іспанії. Остерігаючись змови з боку герцога де Бурбона, імперський та іспанський командувачі погодились, і 12 червня Франциск був доставлений до Барселони.
Первинно Франциска утримували на віллі поблизу Бенісано (біля Валенсії), однак потім його перевели до Мадриду і помістили там до замку. Тим не менше Карл відмовлявся зустрічатись з ним до розроблення угоди. Карл вимагав передачі не лише Ломбардії, але також Бургундії та Провансу, змусивши Франциска заявити, що закони Франції не дозволяють йому віддавати землі, що належать Короні, без згоди Парламенту, що явно б не сталось.

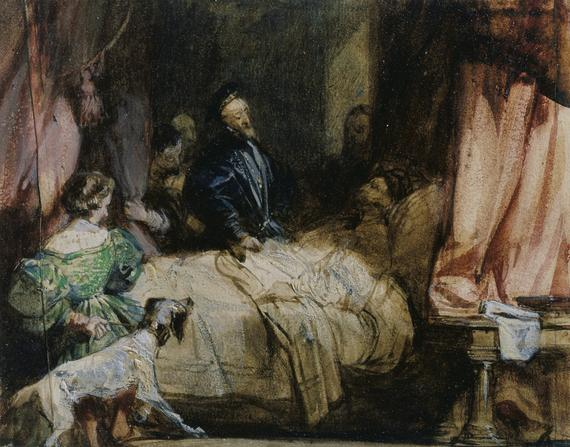
Карл V відвідує Франциска I

У вересні Франциск тяжко захворів, і його сестра — Маргарита Наваррська — вирушила до нього в Іспанію з Парижа. Імперські лікарі, оглянувши хворого, дійшли висновку, що його хвороба викликана горем від неможливості зустрітись з імператором. Незважаючи на протест канцлера Меркуріно Гаттінарі, який вважав, що питання милосердя не мають втручатись до політики, Карл відвідав хворого, і той пішов на поправку. Франциск спробував втекти, але спроба виявилась невдалою, і Маргариті Наваррській довелось повернутись до Франції.
На початку 1526 року Карл зіткнувся з вимогами від Венеції і папи про відновлення Франческо Марії Сфорци на троні Міланського герцогства, й занепокоївся, що угоди з Францією не вдасться досягти до початку нової війни. Франциск, зрозумівши, що аргументи про неможливість повернення Бургундії на Карла не діють, вирішив погодитись віддати її заради власного звільнення. 14 січня 1526 року Карл V і Франциск I підписали Мадридську угоду, відповідно до якої французький король відмовлявся від претензій на Італію, Фландрію та Артуа, віддавав Бургундію Карлу V, погоджувався відправити двох синів до іспанського двору як заручників, обіцяв одружитись із сестрою Карла Елеонорою та повернути герцогу де Бурбону всі вилучені у нього землі.
6 березня Франциск був звільнений, та в супроводі де Ланнуа вирушив до Фуентеррабії. 18 березня він перетнув річку Бідасоа у північному напрямку, вступив на землю Франції, одночасно два його сини прослідували на південь, вирушаючи заручниками до Іспанії. До того часу кардинал Волсі та французький посол склали попередній проект мирної угоди між Англією та Францією (був ратифікований французькою стороною в квітні 1527 року).
Франциск, однак, не мав ніякого бажання виконувати решту умов Мадридської угоди. 22 березня, з благословення папи, він проголосив себе не пов'язаним умовами Мадридської угоди, як підписаної під тиском. Тим часом папа Климент VII, остерігаючись зростання впливу імператора в Італії, запропонував Франциску I і Генріху VIII укласти союз проти Карла V. Генріх, що не отримав за Мадридською угодою нічого, погодився, в результаті чого почалась Війна Коньякської ліги.